# アッリアノス
ルキウス・フラウィオス・アッリアノス・クセノフォン（古希: Ἀρριανός、羅: Lucius Flavius Arrianus Xenophon）は、2世紀のローマのギリシア人の政治家、歴史家である。アリアノスまたはアリアヌスとも表記する。アレクサンドロス3世（大王）の東征研究の一級の史料『アレクサンドロス東征記』（古希: Ἀλεξάνδρου ἀνάβασις/Alexandrou anabasis、直訳すれば『アレクサンドロスのアナバシス』）の著者として有名である。

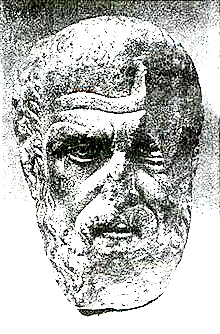
アッリアノスの頭像

## 生涯
アッリアノスはビテュニアのニコメディアでローマ市民権をもって生まれた。エピルスのニコポリスで哲学者エピクテトスに学び、師の言葉を筆録した『語録』と師の教えの要約である『提要』を著した。
アウィディウス・ニグリヌスの知己を得てローマ帝国の官職・軍職に携わった。トラヤヌスのパルティア遠征に従軍したのではないかという説がある。次にハドリアヌスが即位すると、ニグリヌスは皇位をうかがったかどで処刑されたが、アッリアノスは新帝に認められた。
125年頃にアッリアノスがヒスパーニア・バエティカで属州総督を務めた可能性を示す祭壇碑文が見つかっている。129年ないし130年に執政官となった。130年からおそらく137年まで、属州カッパドキアに総督として派遣された。カッパドキアで長年総督を務めるうちに、アラニ人の侵攻の情報をつかみ、これに軍を向けて断念させた。総督を辞した際あるいはそのしばらく後に、公職から引退した。
「執政官級の高官にして哲学者」との評判を保ちつつ、アテナイ市民権を取得し同市に居住した。没年は不明である。
後に歴史家のカッシウス・ディオが彼の伝記を書いたと伝えられているが、現存していない。

## 著作
哲学と歴史・地誌に著作がある。著名なのは『アレクサンドロス東征記』で、これは現存するアレクサンドロス3世の伝記原典で最も信頼され研究も多い。
アッリアノスは遠征から四百年の間に記された記録を参照し、とりわけプトレマイオス1世とアリストブロスという二人の従軍者に信をおいた。東征記は客観的姿勢の高さをもって知られるが、その関心は軍事を主とし地誌を従とするもので、政治の記述は表面的なものにとどまる。大王個人の性格については、神話上の英雄との比較に大真面目にとりくむなど現代人の姿勢とかけ離れたものが目立つが、アッリアノスにとってはそれも理由がある。神話的英雄神へのライバル意識がアレクサンドロスを大事業に駆り立てた動機だったと説明するのである。
他のアッリアノス著作は、断片のみが伝わり本体は失われたものが多い。

### 著作一覧
- 『アレクサンドロス東征記』（全7巻、現存）

Alexandri anabasis, 1575

  - オーレル・スタイン『アレクサンドロス古道』前田龍彦訳、同朋舎出版、1985年
　編訳解説「アレクサンドロス遠征記」で収録
- 『インド誌』（現存）

- 『アレクサンドロス大王東征記　付インド誌』大牟田章訳、東海大学出版会、1996年（本文篇と註釈篇の二冊組）
　岩波文庫（上下）、2001年。解説と注釈と索引を簡約にした改訂新版で（下）にインド誌

- 『アレクサンドロス没後史』（巻数不明）
- 『ディオン』
- 『ティモレオン』
- 『ビテュニア誌』（全8巻、断片）
- 『パルティア誌』（全17巻）
- 『語録』（全8巻。師エピクテトスの語録。前半4巻のみ現存）
- 『提要』（エピクテトスの教えの要約）
  - 鹿野治助訳『人生談義』岩波文庫（全2冊）、初版1958年。
　『語録』と『提要』と他者のエピクテトスへの言及を集めた『断片』の構成。
  - 新訳版『人生談義 下』（國方栄二訳、岩波文庫、2021年）に『要録』を収録
- 『狩猟論』
- 『黒海周航記』（英：Periplus Pontus Euxini）
- 『アラニ人に対する布陣』
- 『戦術論』（136年または137年）、その他